# Eliyahu M. Goldratt
Eliyahu Moshe Goldratt (* 31. März 1947; † 11. Juni 2011) war ein israelischer Physiker, der zu einem bekannten Theoretiker der Managementlehre und Berater wurde. Von ihm stammen die Optimized-Production-Technology, die Theory-of-Constraints (TOC), die Thinking-Processes, Drum-Buffer-Rope, Critical-Chain-Projektmanagement (CCPM), Evaporating Cloud, Current Reality Tree und weitere auf der Theory-of-Constraints basierende Managementmethoden. Neben einigen Sachbüchern trat er vor allem als Autor von Wirtschaftsromanen hervor.

## Leben

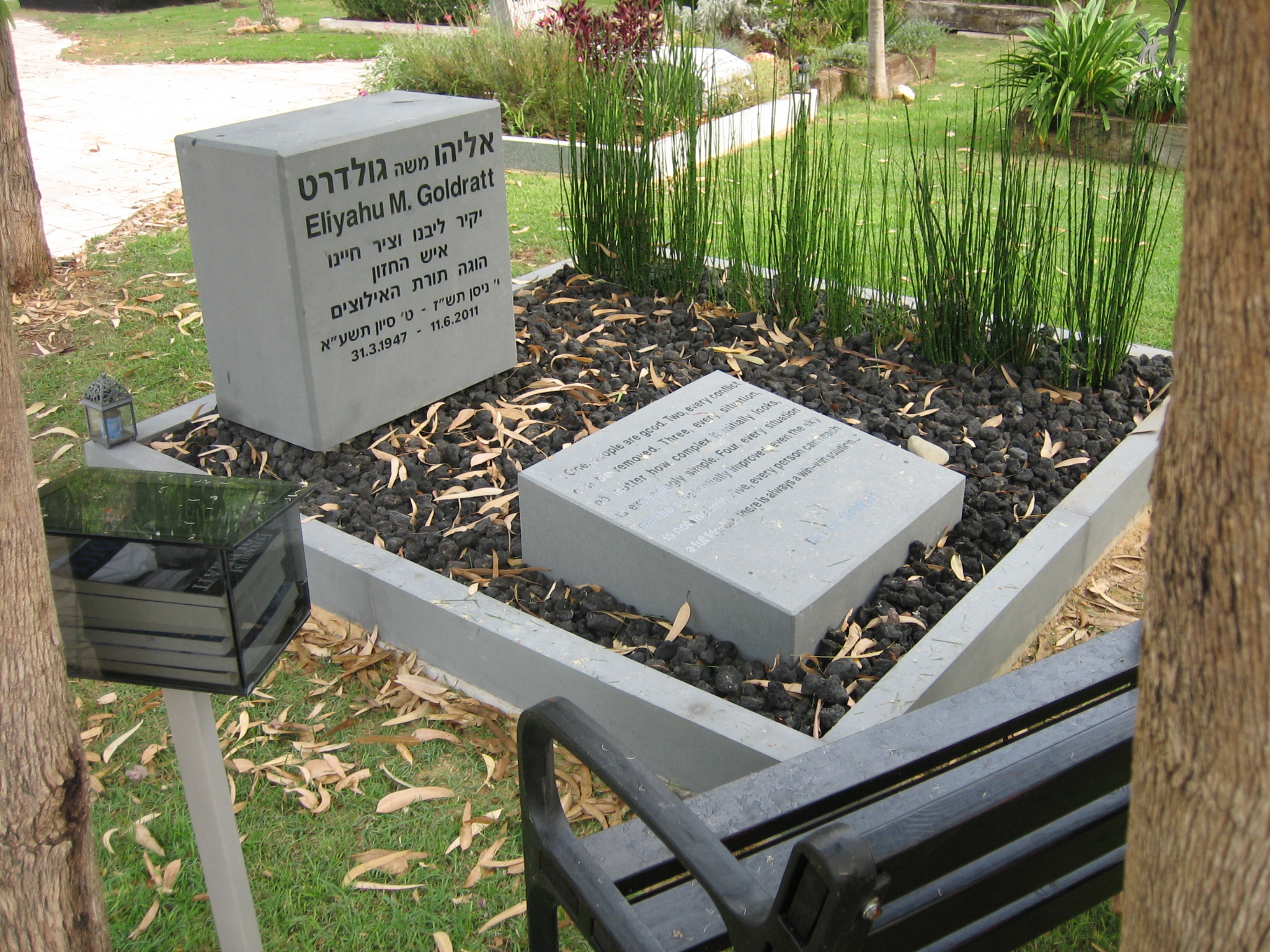
Grabstelle von Eliyahu M. Goldratt

Goldratt wurde als Sohn einer Rabbinerfamilie in Israel geboren und studierte Physik zum „Bachelor of Science“ an der Tel Aviv University. Seinen „Master of Science“ und den anschließenden Doktorgrad erwarb er an der Bar-Ilan-Universität. Es entstehen mehrere Patente für Temperatursensoren und Operationsinstrumente. Nach seiner wissenschaftlichen Karriere arbeitet er als Softwarehersteller, Unternehmensberater und Autor.
Goldratt verstarb am 11. Juni 2011 im Kreise seiner Familie nach relativ kurzer Krankheit an Krebs.

## Berufsleben

### Zeit bei „Creative Output Inc.“
Nachdem er zusammen mit seinem Bruder bereits als wissenschaftlicher Mitarbeiter israelische Produktionsbetriebe beraten hatte und dabei das Konzept des TOC und die Idee des OPT entwickelt hatte, gründeten die Geschwister 1978 mit Unterstützung der Control Data Corporation die Creative Output Inc. in den USA. Das Unternehmen entwickelte und vertrieb das „Optimized Production Technology (OPT)“ Softwarepaket. Das Interesse großer Kunden wie General Electric und General Motors konnte geweckt werden. Creative Output wuchs rasch und gehörte 1983 zu den zehn am raschesten wachsenden Unternehmen und OPT wurde in der Standardliteratur zum Produktionsmanagement zitiert.
Goldratt beobachtete, dass die Software jedoch oft nicht adäquat eingesetzt wurde, die erstrebten Erfolge deswegen ausblieben. Bei dem Versuch, gegen die Ursachen vorzugehen, begann er ab 1983 darauf hinzuweisen, dass die übliche Kostenstellenrechnung Fehlsteuerungen und erhebliche Produktivitätsverluste verursacht. Das war zunächst noch ein sehr sachlicher, eng gefasster Ansatz. Später wurde ihm deutlicher, dass sowohl Management als auch die Mitarbeiter die Software nur unzureichend oder gar nicht nutzten, da sie die dahinter stehenden Ideen nicht verstanden hatten und den Ergebnissen nicht trauten oder diese nicht in die Landschaft passten.
Eine Reaktion darauf war das als Roman verfasste Buch Das Ziel. Bei Creative Output mochte man das Buch nicht und es fand sich zunächst auch sonst kein Verleger. Als es schließlich bei North River Press erschien, hatte es durchschlagenden Erfolg und wurde ein Bestseller. Goldratt lernte aus der Kritik seiner Leser, dass sich nun viele bereits in der Lage fühlten, starke Produktivitätsfortschritte zu erzielen, indem sie die Ideen des Buches adaptierten. Auf den Verkauf der Software wirkte sich das nicht gut aus. Goldratt nahm die Rückmeldungen fachlich auf und entwickelte die Methode des Drum-Buffer-Rope, publizierte das 1987 in einem weiteren Buch: The Race und versuchte das Unternehmen in die Richtung zu entwickeln, sich nicht mehr so sehr auf den Softwarevertrieb aber auf Beratung und Ausbildung zu konzentrieren. Aufgabe des Unternehmens sei es, Kundennutzen zu stiften und nicht ein Produkt zu vertreiben. Das gelang nicht, die Unternehmensentwicklung verlief rückläufig und schließlich ließen die Aktionäre Goldratt 1987 ablösen und im nächsten Zug musste auch sein engeres Team das Unternehmen verlassen.

### Zeit beim „Avraham Y. Goldratt Institute“
Noch im selben Jahr, 1987, gründete Goldratt das nach seinem Vater benannte Avraham Y Goldratt Institute (AGI). Mit dem neuen Unternehmen konnte Goldratt sich dem erweiterten Fokus widmen, musste sich nicht mehr auf PPS-Software allein konzentrieren, sondern konnte einen ganzheitlicheren Managementansatz entwickeln, den er Theory-of-Constraints nennt. Er identifiziert insbesondere Unternehmenspolitik und -kultur, Kennzahlensysteme, das Kostenrechnungs- und Finanzmanagementsystem als mindestens ebenso wichtige Einflussgrößen wie eine Produktionsoptimierungssoftware.
Mit der AGI gewann Goldratt rasch an Reputation und Bekanntheit. Er arbeitete weiter an der Entwicklung von TOC, konzentrierte sich auf den Ablauf von Denkprozessen, Critical Chain-Projektmanagement und weitere Managementwerkzeuge. Seine Konzepte gewannen nun Einfluss nicht nur auf Produktionsprozesse und Supply-Chain-Management, sondern auch auf Felder wie zum Beispiel Sales-Process-Engineering.
Die AGI schreibt manche Erfolgsgeschichte. Goldratt blieb jedoch seiner frühen Ankündigung, mit fünfzig in den Ruhestand zu gehen, treu und verließ 1997 das Unternehmen.

### Die Zeit bei der „Goldratt Group“
Mit dem Beginn des neuen Jahrtausends wird Goldratt wieder unternehmerisch aktiv und gründet diesmal ohne Partner und Geldgeber Goldratt’s Marketing Group und im Jahr 2002 Goldratt Consulting und die Goldratt Schools. Die drei Unternehmen werden zur Goldratt Group verbunden. Die Gruppe widmet sich einerseits der Spezialisierung von TOC auf die unterschiedlichsten Anforderungen und der weiteren Verbreitung des Gedankengutes andererseits.

## Veröffentlichungen
Goldratts wichtigste Veröffentlichungen sind:
- The Goal : excellence in manufacturing. Great Barrington, MA: North River Press, 1984 (mit Jeff Cox).
Das Ziel : ein Roman über Prozessoptimierung. 4. Aufl. Frankfurt: Campus, 2008. - ISBN 978-3-593-38568-6.
- It’s Not Luck. Aldershot: Gower, 2008 (Reprint von 1994). - ISBN 978-0-566-07627-5.
Das Ziel - Teil II : die Fortsetzung des Weltbestsellers. Frankfurt/M.: Campus, 2003 (mit Petra Pyka). - ISBN 3-593-37301-7.
- The race. Great Barrington MA: The North River Press, 2003. - ISBN 0-88427-175-7.
- The haystack syndrome : sifting information out of the data ocean. North River Press: Croton-on-Hudson (N. Y.) 1990. - ISBN 0-88427-089-0.
- Critical Chain. North River Press: Great Barrington (MA), 1997. - ISBN 0-88427-153-6.
Die kritische Kette : ein Roman über das neue Konzept im Projektmanagement. Campus: Frankfurt/M., 2002. - ISBN 3-593-37091-3.
- Necessary but not sufficient : a theory of constraints business novel. North River Press: Great Barrington (MA), 2000 (mit Eli Schragenheim und Carol A. Ptak). - ISBN 0-88427-170-6.
Das Ergebnis: ein Roman über profitable Softwarelösungen. Campus:0 Frankfurt/M., 2001 (mit Eli Schragenheim und Carol A. Ptak). - ISBN 3-593-36913-3.
- Production the TOC way. North River Press: Great Barrington (MA), 2003. - ISBN 0-88427-175-7.
- The Choice. North River Press: Great Barrington (MA), 2008. - ISBN 978-0884271895.
- Isn't it Obvious. North River Press: Great Barrington (MA), 2009. - ISBN 978-0884271925.